# La Sorcellerie à travers les âges
Pour plus de détails, voir Fiche technique et Distribution.
La Sorcellerie à travers les âges (Häxan, prononcé en suédois : [ˈhɛ̂ksan], "La Sorcière") est un film d'horreur dano-suédois réalisé par Benjamin Christensen, sorti en 1922.

## Résumé
Présenté à la manière d'une conférence, Häxan est un essai filmique sur le sujet de la sorcellerie, de l'antiquité à une période contemporaine du film.
De ses origines les plus primitives à sa représentation classique dans le monde médiéval, la sorcellerie est ici portraiturée avec soin dans un inventaire tant d'illustrations tirées d'ouvrages médiévaux que de reconstitutions filmiques que le réalisateur s'acharne à présenter aussi détaillées que possibles, ne négligeant aucun détail sinistre ou étrange.
Du sabbat des sorcières aux interrogatoires cruels de l'inquisition, les illustrations classiques prennent vie tour à tour dans des visions spectrales inquiétantes usant de tous les effets spéciaux disponibles à l'époque (surimpressions, maquettes, jump cuts, stop motion, maquillages et prothèses) présentant les sorcières comme autant de personnages surréalistes, à des visions plus volontairement "documentaires" prenant volontiers le parti des sorcières comme victimes d'un monde hystérique et pervers.
Le dernier segment s'achève par un parallèle entre la sorcellerie médiévale et les traitements (tant en asile que dans la société) réservés aux femmes souffrant de diverses pathologies mentales à l'époque où le film fut réalisé.

## Fiche technique
- Titre : La Sorcellerie à travers les âges
- Titre original : Häxan
- Réalisation : Benjamin Christensen
- Scénario : Benjamin Christensen
- Photographie : Johan Ankerstjerne
- Montage : Edla Hansen (en)
- Décors : Richard Louw
- Société(s) de production : Svensk Filmindustri
- Pays d'origine :  Danemark,  Suède
- Format : Noir et blanc - Film muet
- Genre : Horreur
- Durée : 87 minutes
- Date de sortie : 1922

## Distribution
- Maren Pedersen : Sorcière
- Clara Pontoppidan : Nonne
- Elith Pio : Juge des sorcières
- Oscar Stribolt (da) : Docteur
- Tora Teje : Hystérique moderne
- Johannes Andersen (sv) : Chef Inquisiteur
- Benjamin Christensen : Le Diable
- Poul Reumert : Bijoutier
- Astrid Holm : Anna Bokpräntarhustru
- Karen Winther (sv) : Anna
- Ib Schønberg : Häxdomare
- Alice O'Fredericks : Nonne

## Production
Christensen s'inspire en partie de ses études du Malleus Maleficarum, ouvrage allemand du XVe siècle décrivant les méthodes de la chasse aux sorcières pour les membres de l'inquisition. Le film analyse la manière dont les superstitions ainsi que l'incompréhension des maladies et pathologies mentales peuvent mener à l'hystérie de la chasse aux sorcières.

Le film fut réalisé sur un mode documentaire mais contient de nombreuses scènes de fiction comparables aux films d'horreur traditionnels.
Du fait du soin méticuleux de Christensen pour recréer des scènes médiévales et de l'importante durée de la production, Häxan fut le film muet scandinave le plus onéreux jamais réalisé (un coût estimé à près de 2 millions de couronnes suédoises).
Bien qu'il trouvât une reconnaissance au Danemark et en Suède, le film fut banni aux États-Unis et fortement censuré dans d'autres pays pour ses nombreuses séquences impliquant (pourtant assez sagement) des représentations de torture, de la nudité et ce qui fut considéré à l'époque comme des perversions sexuelles.

## Versions du film
Plusieurs versions du film existent, alternativement noir et blanc ou colorisées, plus longues ou plus concises et disposant (comme cela est souvent le cas avec les films muets) d'une pluralité de bande sons ne reflétant pas nécessairement l'esprit des partitions d'époque.
Potemkine films et Agnès B DVD (2011) proposent un coffret offrant 3 versions du film.
La première est une restauration de l’œuvre originelle de 87 minutes, format 1.33 (4:3), teintée (monochrome) accompagnée d'une bande son de 2006 interprétée par le Bulgarian Chamber Orchestra et composée par Bardi Johannsson (leader du groupe islandais Bang Gang).
La seconde version, 4:3, noir et blanc date de 1968. Cette version concise de 76 minutes adopte un montage plus rapide et supprime l'intégralité des cartons du narrateur (pas ceux des personnages inclus dans la diégèse) pour y substituer la voix de l'écrivain William S. Burroughs. Le film est sonorisé avec une composition du batteur de jazz Daniel Humair avec Jean-Luc Ponty au violon.
La dernière version, 4:3, teintée, accompagnée d'une bande son de Matti Bye propose un montage de 104 minutes. Cette ultime version fait figure d'intégrale.